# SN 2002ik
SN 2002ik – supernowa typu II-P odkryta 30 października 2002 roku w galaktyce A212554+0024. W momencie odkrycia miała maksymalną jasność 20,10m.